# Les Marana
Les Marana est une nouvelle d'Honoré de Balzac parue en 1834 en librairie aux éditions Madame Béchet, puis en 1846 dans l'édition Furne de La Comédie humaine, au tome II des Études philosophiques.

## Historique
Balzac fait  successivement paraître deux chapitres de ce texte en 1832, puis en 1833, dans La Revue de Paris. Le texte complet n'est toutefois publié qu'en 1834 et ne sera presque plus retouché dans les éditions ultérieures.

## Résumé
La nouvelle commence de manière violente avec la prise de Tarragone par les troupes du maréchal Suchet en 1811.
« Tarragone prise d'assaut, Tarragone en colère, faisant feu par toutes les croisées ; Tarragone violée, les cheveux épars, à demi nue, ses rues flamboyantes inondées de soldats français tués ou tuant [...]. »
La Marana est une prostituée italienne, chassée de Venise par les guerres de la Révolution française. Elle appartient à une famille où la prostitution est une activité ancestrale. Réfugiée à Tarragone avec sa fille Juana qu'elle a confiée au drapier Pérez de Lagounia et à sa femme pour qu'ils l'éduquent, elle a toujours caché à la jeune fille ses origines. La Marana espère que le sort de prostituée qui pèse sur les femmes de sa famille prendra fin avec Juana qui pourrait faire un digne mariage. Mais le capitaine Montefiore, qui s'est installé dans cette maison précisément parce que s'y trouve une très belle fille, vient contrarier les plans de la Marana. Elle découvre Montefiore dans la chambre de sa fille et menace de le tuer. Juana aura de lui un enfant, Juan, qu'il n'a pas à reconnaître, car il réussit de justesse à éviter le mariage en confiant Juana à son ami le capitaine Diard qui l'épouse. Juana lui donne ainsi un fils légitime. Diard quitte alors la carrière militaire et emmène sa famille à Paris où il espère réussir. Malheureusement, il n'arrive à rien et l'attitude de Juana ne l'encourage pas. Diard fait de mauvaises affaires, mène une vie dissipée. Il tente d'emmener sa famille à Bordeaux, puis dans les Pyrénées où il se lance dans le jeu. Et c'est là que Montefiore surgit de nouveau pour le ruiner définitivement.

## Thème
Pessimiste, commencée sur fond de massacre, terminée par une déchéance, cette nouvelle est un des récits les plus noirs de Balzac. Ses amis italiens lui reprochèrent d'ailleurs en 1837, surtout la piccola Clara Maffei, l'image peu flatteuse qu'il avait donnée d'eux et de leur pays. Aussi, pour se faire pardonner, Balzac écrivit-il avec un soin extrême Massimilla Doni qui donne une version plus brillante de Venise, de l'âme italienne et de la beauté des femmes.